# Rakaia magna
Rakaia magna är en spindeldjursart. Rakaia magna ingår i släktet Rakaia och familjen Pettalidae.

## Underarter
Arten delas in i följande underarter:
- R. m. australis
- R. m. magna